# William Pearson (psalmförfattare)
William Pearson, född 1832, död 1892, var överste i Frälsningsarmén och en av William Booths närmaste medarbetare. Anslöt sig 1874 till Frälsningsarméns föregångare Östra Londons Kristna Mission. Redaktör för The War Cry (Engelska Stridsropet).
Han var en flitig författare som skrev omkring 5000 sångtexter.

## Psalmer
- Nummer 395  refrängen I vitt, i vitt... till Fast blodröd var min synd av Ruth Tracy)
- Nummer 399 i Frälsningsarméns sångbok 1990 Giv mig den tro som Jesus haft. Fjärde versen Ge mig den tro, som skådar dag är nummer 231 i 1937 års psalmbok
- Nummer 616 i Frälsningsarméns sångbok 1990 Gud oss hjälper att modigt strida.
- Nummer 652 i Frälsningsarméns sångbok 1990 Till strid vi dragit ut.
- Nummer 841 i Frälsningsarméns sångbok 1990 Jesus han sviker ej